# Naturaleza jurídica del proceso
El proceso judicial es básicamente la exigencia constitucional para el desarrollo rogado de la jurisdicción. El proceso sirve a la satisfacción de los intereses jurídicos socialmente relevantes, siendo el medio constitucionalmente instituido para ello.
En función del momento al que nos estemos refiriendo, el proceso tendrá diferente significado:
- En el momento constitucional, el debido proceso es el instrumento constitucionalmente previsto para la tutela de los intereses legítimos de las personas.
- En el momento dinámico o procesal, el proceso tiene ya un contenido concreto, y se trata de un proceso específico, que es la articulación concreta que posibilita el rogado desarrollo de la función jurisdiccional.

- El procedimiento consiste en el conjunto de normas jurídicas generales que regulan los trámites, actos y resoluciones a través de los cuales los jueces y tribunales ejercitan su potestad jurisdiccional juzgando y haciendo ejecutar lo juzgado.

- El concepto de proceso es más complejo que el de procedimiento; no siempre que hay procedimiento existe un proceso. La confusión entre ambos es histórica; pero el Derecho procesal se ocupa del proceso y no del procedimiento, ya que si se emplea el término "procedimiento" se pueden producir algunos inconvenientes:

- Este término no es exclusivo del derecho procesal, ni tampoco del ámbito jurídico.
- Es un término que sólo alude a un aspecto formal o actividad externa, como es la mera sucesión de actos procesales.

Pero el término “proceso” engloba una realidad más amplia; además del procedimiento legalmente previsto, incluye también las relaciones entre los sujetos intervinientes, las relaciones entre estos y el objeto del proceso, etc. El proceso, además, aspira a una finalidad, que es la terminación o justa composición del litigio, y para llegar a ella emplea el procedimiento como medio. Todo proceso implica la existencia de un procedimiento; pero puede que exista un procedimiento sin que haya proceso alguno.

## Juicio y actos de jurisdicción voluntaria
En cuanto al término juicio, se emplea muy a menudo en la legislación procesal, y ello se debe a la tradición histórica, ya que en el derecho medieval juicio equivalía a sentencia. Hoy en día, juicio y proceso aluden al mismo fenómeno, pero mientras que el juicio se refiere a la acción de juzgar, el proceso se refiere al medio empleado para ello. Dentro del proceso existe un juicio, pero no todo juicio puede identificarse con el proceso. Solamente son ambos términos equivalentes cuando la acción de juzgar la desarrollan órganos investidos de potestad jurisdiccional.
Una tercera categoría es la de actos de jurisdicción voluntaria (actos de conciliación, declaración de herederos ab intestato, etc.), que engloba distintos procedimientos en los que el órgano jurisdiccional no emite un pronunciamiento sobre el fondo de un asunto ni ejercita potestad jurisdiccional.
La distinción entre estas dos últimas categorías, si bien viene manifestada externamente por la autoridad de la cosa juzgada, desde el punto de vista de fondo, vienen separadas no por la idea de presencia o ausencia de conflicto, sino por la idea de actuación del derecho en el caso particular, ante la imposibilidad de dar solución al problema por los particulares o involucrados directamente, frente a la actuación judicial tendiente a completar o perfeccionar una relación imperfecta o incompleta.

## Naturaleza jurídica del proceso
Parte de la comunidad jurídica actual afirma que el proceso constituye una relación jurídica que se denomina relación jurídica procesal, la cual explica la unidad del proceso y su estructura. A pesar de eso algunos dicen que no es una relación sino una situación jurídica, siendo para muchos una relación jurídica pública, entre ellos Chiovenda, Rocco, Bulow y otros. Carnelutti, por su parte, dice que no es propiamente una relación jurídica, algunos le dan otra denominación, establecimiento, fundación,  etc.
Es una cuestión importante, en la medida en que determina la normativa supletoria a aplicar en los casos de lagunas legales. En torno a la naturaleza jurídica, han existido dos corrientes contrapuestas; las privatistas y las publicistas.

### Corrientes privatistas y publicistas
- Teorías privatistas:

Consideran que el proceso es una institución integrada dentro del Derecho privado. Hoy en día no se puede mantener esta tesis, habida cuenta del monopolio estatal sobre la jurisdicción, que impide considerar al proceso como algo propio del ámbito privado. Para estos autores, proceso puede identificarse con contrato, de forma que lo definen como el acuerdo de voluntad de las partes en virtud del cual deciden someterse a la decisión de un juez. Por tanto, la jurisdicción es asimilada a una especie de convenio arbitral de las partes, denominado litis contestatio. El consentimiento, objeto y causa de este contrato serían los elementos que conceden la fuerza de cosa juzgada a la sentencia dictada por el juez.
Esta litis contestatio tiene que ver más con el arbitraje que con la jurisdicción, y es totalmente inadmisible en cuanto al proceso penal, en el cual no es necesaria la voluntad del procesado de someterse a la decisión del juez, quien dicta sentencia en virtud de su imperium o potestad, y no por compromiso o contrato alguno.
Otro sector considera que el proceso debe explicarse a través del cuasicontrato, de forma que el consentimiento de las partes de someterse a la decisión del juez es tácito y no expreso; así se salvaba una de las críticas a la teoría contractualista. Sin embargo, se mostró también inútil, ya que la sentencia del juez no tiene nada que ver con el consentimiento de las partes.
- Teorías publicistas:

Estos autores creen que el proceso no puede explicarse a través de las relaciones jurídico-privadas, y por ello acuden al Derecho público.

#### Teorías más relevantes
Las teorías más relevantes son las siguientes:

##### El proceso como relación jurídica
El alemán Von Büllow concebía al proceso como una relación jurídica que se caracteriza por su autonomía o independencia de la relación jurídica material que se deducía dentro del mismo. Características de esta relación:
Se trata de una relación jurídica compleja, ya que engloba todos los derechos y deberes que se producen en las distintas fases del procedimiento. Es una relación de Derecho público, que tiene su origen en una litis contestatio de naturaleza pública.
Por tanto, el proceso es la relación jurídica formada por derechos y deberes recíprocos entre el juez y las partes, que se perfecciona a través de la litis contestatio, de la que surgen dos obligaciones básicas:
Por un lado, a que el órgano jurisdiccional asuma la tarea de decidir la contienda.
Por otro lado, a que las partes queden sometidas a la resolución dada por el juez.
Se trata de obligaciones puramente procesales, y para que éstas se produzcan, es necesario que se cumplan determinados requisitos, denominados presupuestos procesales, que son los requisitos de admisibilidad y condiciones previas a la tramitación de cualquier relación procesal.
Las aportaciones fundamentales de la doctrina de la relación jurídica son dos:
- Nacimiento, con carácter autónomo, del Derecho procesal, que deja de ser un instrumento del Derecho material para pasar a ser una ciencia autónoma. Por tanto, se está diferenciando entre la relación jurídica material deducida en el proceso y la relación jurídica procesal.
- Por primera vez se explica la naturaleza del proceso a través del Derecho público.

Pero esta teoría sufrió críticas; no se admitió que se fundamentase el proceso en la litis contestatio, aunque tenga una naturaleza pública, ya que debe recurrirse a conceptos propios del Derecho procesal. Por otro lado, se criticó su concepto de relación jurídica, ya que se consideraba que no existe una relación entre el juez y las partes, sino que la relación existe; bien entre las propias partes, o bien entre el juez y cada parte por separado.
En España, la teoría fue seguida por autores como Prieto Castro, Gómez Orbaneja, etc. Para éste, el proceso es una relación jurídica o nexo entre dos sujetos que existe en virtud del Derecho objetivo, y que es regulado por este. El contenido de dicha relación será una serie de obligaciones y derechos procesales.

##### El proceso como situación jurídica
Su artífice fue Goldschmidt, que critica a la anterior teoría desde una triple vertiente:
Los presupuestos procesales no pueden ser la condición de existencia del proceso, ya que estos presupuestos deben ser discutidos dentro del proceso en sí, que finalizará, si no concurren estos, con una sentencia absolutoria en la instancia.
El contenido del proceso no lo constituyen derechos y obligaciones; es verdad que el juez tiene la obligación de dictar sentencia, pero dicha obligación no deriva de una relación jurídica procesal, sino de la obligación del Estado de administrar la Justicia, y por tanto, nace del propio Derecho público. Asimismo, las partes no tienen en puridad obligaciones procesales, ya que la sujeción del ciudadano al poder del Estado es natural y no deriva de ninguna relación jurídica. A lo sumo, pueden existir cargas para las partes, pero no obligaciones.
La teoría de la relación jurídica es estática, y no aporta nada nuevo al proceso, el cual se caracteriza por su dinamismo, ya que se desarrolla de acto en acto hasta desembocar en la resolución dictada por el juez.
Para Goldschmidt, situación jurídica es el estado en el que se encuentra una persona, desde el punto de vista de la sentencia que espera, conforme a las normas jurídicas. El proceso progresa por medio de los actos procesales, cuya meta será el logro de una sentencia favorable a las pretensiones de las partes, y cada acto procesal crea una situación en que las partes examinan cuáles son sus posibilidades de obtener esa sentencia favorable. Cada una de estas situaciones es válida en tanto en cuanto es condición de la siguiente y tiene como presupuesto la anterior; así, el proceso se define como un conjunto de situaciones transitorias, que van transcurriendo hasta llegar a una situación definitiva, cual es la sentencia.
En el proceso, todos los derechos se encuentran en situación de espera, mientras no se produzca la sentencia. Por eso, lo que caracteriza al proceso es la incertidumbre, tanto por parte del actor, como por parte del demandado y también por parte del juez. Así, en el proceso no puede haber derechos, sino expectativas de derechos; de la situación de incertidumbre solamente derivan cargas y expectativas.
En cuanto a las obligaciones, éstas no existen, propiamente, en el ámbito procesal, sino que sólo hay cargas; la carga se diferencia de la obligación en que, mientras que ésta es un imperativo nacido del interés de un tercero o del interés del Estado, la carga es un imperativo del propio interés, de ahí que no haya sanción para quien decide no asumir una carga.
Desde el punto de vista de la teoría de la situación jurídica, el proceso puede definirse como el fenómeno jurídicamente reglamentado que se desenvuelve de situación en situación, produciendo determinadas cargas y expectativas, con el fin de obtener una decisión judicial.

##### El proceso como institución jurídica
Según Jaime Guasp, el proceso debe ser considerado como una institución jurídica. Este autor desecha la teoría de la relación jurídica por considerar que, dentro del proceso existen varias correlaciones de derechos y deberes, y por lo tanto no se produce una sola relación jurídica, sino múltiples, que son susceptibles de ser reconducidas a la unidad a través de la idea de institución. El proceso para Guasp se define como el conjunto de actividades relacionadas por el vínculo de una idea común y objetiva, a la que están adheridas las diversas voluntades particulares de los sujetos de los que procede aquella actividad.
La institución procesal la configuran dos elementos fundamentales:
- La idea común y objetiva: la satisfacción de la pretensión.
- Las voluntades particulares que se adhieren a ella.

Los caracteres fundamentales del proceso serán los siguientes:
1. Jerarquía entre las personas que intervienen.
2. Universalidad, ya que el proceso no reconoce particularidades territoriales dentro de los límites de una misma soberanía.
3. Permanencia, porque el proceso no se agota en el momento de producirse, sino que perdura a lo largo del tiempo, a través de la sentencia.
4. Elasticidad formal, para adaptarse a las vicisitudes de cada caso concreto.

Esta teoría es muy poco práctica, ya que la elaboración del concepto de institución es muy co
La teoría del proceso como servicio público fue promovida por los administrativistas franceses. Parten de la calificación de la actividad jurisdiccional como actividad administrativa, a los efectos de explicar el proceso como un servicio público. La función jurisdiccional es una actividad técnica puesta al servicio de los particulares, para ayudarles en la consecución del fin que persiguen; la composición del litigio. De esta forma, las normas que regulan este servicio público no serían normas jurídicas, sino técnicas, porque no tienden a crear relaciones jurídicas, sino a satisfacer fines que persiguen los particulares.
Esta teoría es inadmisible en opinión de la doctrina más autorizada que cita varias razones: en primer lugar, no es compatible con el proceso penal, en el cual no existen fines propios de los particulares. En segundo lugar, es absurdo comparar la función jurisdiccional con otros servicios públicos, ya que el proceso deriva de una actividad estatal: lo que un día es un servicio postal, o de salud, etc., al día siguiente puede ser un servicio privado. Pero la actividad jurisdiccional es algo consustancial al propio Estado de Derecho, desde el momento en el que el Estado asume el monopolio de la tutela jurisdiccional, obligándose a crear órganos adecuados y a poner los medios necesarios para acceder a ellos.
La función jurisdiccional no puede concebirse como servicio público, porque el cumplimiento del deber de administrar Justicia por parte del Estado no es discrecional, sino consustancial al Estado de Derecho, y además debe administrarla en la forma constitucionalmente señalada, es decir: a través del debido proceso.

### Teoría de la relación jurídica
La actividad de las partes, del juez y de los demás sujetos procesales esta regida por la ley y por el orden establecido para regular la condición de los sujetos dentro del proceso, por lo tanto se determina una relación jurídica de carácter procesal consistente en el complejo de derechos y deberes que se encuentran sujeto en cada uno de ellos, teniendo un fin común que es la solución del conflicto .

## Características del proceso
- La fase de prueba es, en un proceso jurisdiccional, aquella fase procesal en que, por resolución judicial, se declara abierto o comenzado el período en que deben proponerse y practicarse aquellas pruebas que convengan al derecho de las partes.
- Objeto. El proceso judicial es unitario, en el sentido de que se dirige a resolver una cuestión, pero que admite la discusión de cuestiones secundarias al interior del mismo (véase incidente). En este caso, cada cuestión secundaria dará origen a un procedimiento distinto al procedimiento principal. Por esto, el proceso judicial puede envolver dentro de sí uno o varios procedimientos distintos.

- Fundamentos. En un proceso se pueden discutir cuestiones de hecho o cuestiones de derecho, o ambas simultáneamente. En el primer caso se discuten los antecedentes de los cuales derivan los derechos reclamados por las partes, mientras que en el segundo caso ambas partes están de acuerdo en los hechos, pero discuten la interpretación jurídica que debe darse a los mismos.

- Iniciación y resolución. El proceso puede abrirse cuando el demandante ejerza su acción, o bien de oficio, por iniciativa del propio tribunal. Y usualmente terminará en una sentencia judicial de término, aunque también puede acabar por vía de auto. (Véase también recurso judicial).

En este aspecto resulta importante la distinción entre proceso civil y penal, incluyéndose en el civil los procesos laboral y contencioso administrativo, por cuanto en el primero de ellos rige el principio dispositivo o de justicia rogada y en el segundo el impulso procesal recae en el juez.

## Principios formativos del proceso
Son ciertas ideas bases que se deducen de las diversas legislaciones, que no sólo tienen valor teórico, sino importantes repercusiones prácticas. 
Habitualmente se contraponen por pares, presentándose como un binomio compuesto de contradictorios. Entre ellos tenemos los siguientes:
- Bilateralidad y unilateralidad
- De oficio y a instancia de parte
- Oralidad y escrituración
- Publicidad y secretismo
- Inmediatividad y mediatividad
- Contradictorio e inquisitivo
- Concentración y continuidad
- Formalismo y aformalismo
- Prelusion y elasticidad
- Economía procesal
- Buena fe procesal

## España
1. En la Constitución Española de 1978 se establece la estructura básica del sistema jurisdiccional, al regular un poder Judicial dotado de caracteres concretos.
2. La Constitución establece todas las garantías fundamentales que deben presidir el funcionamiento del sistema procesal español.
3. La Constitución es una norma de aplicación directa e inmediata por jueces y tribunales, como señala su art. 9.1, y como ha corroborado la jurisprudencia del Tribunal Constitucional y también recoge el art. 5 Ley Orgánica del Poder Judicial. Desde este punto de vista, y en sentido negativo, los jueces y tribunales no podrán aplicar normas contrarias a la CE.

- Refiriéndose a la jurisdicción, el art. 117 de la CE, habla de potestad jurisdiccional, y de esa forma se refiere a un ámbito competencial exclusivamente reservado a jueces y magistrados, que deben juzgar y hacer ejecutar lo juzgado. Por tanto, dentro de lo público, dentro de los poderes del Estado, existe un espacio exclusivamente reservado a jueces y magistrados. Esa potestad jurisdiccional la poseen en la misma forma todos los órganos jurisdiccionales, desde el Tribunal Supremo hasta los jueces de paz.

Ésta se ha de ejercer conforme a:
- independencia
- unidad
- exclusividad
- único sometimiento al imperio de la ley

- Además, los jueces y tribunales ejercen el control sobre la potestad reglamentaria del poder ejecutivo, sobre la legalidad de la actuación administrativa y sobre el sometimiento de ésta a los fines que la justifican (art. 106.1 CE).

La independencia del poder judicial está garantizada de una triple forma:
a) Frente a la sociedad en general, por medio de un estatuto orgánico propio para los jueces y magistrados, en el que se concreta el régimen de acceso a la carrera judicial y una serie de incompatibilidades y prohibiciones para el desempeño de la función judicial.
b) Frente a los demás poderes del Estado, por la existencia de reserva de ley orgánica para la regulación de la estructura y organización de los juzgados y tribunales.
c) Frente a las partes en el proceso, por una exigencia de imparcialidad: el titular del órgano jurisdiccional no puede tener relación alguna con las partes que llevan a su conocimiento un asunto concreto. En este sentido, la ley establece una serie de situaciones en las que hay una presunción de parcialidad; si el juez estuviese incurso en alguna de ellas, se vería obligado a abstenerse de conocer del asunto. Si no realizase dicha abstención, entonces la parte interesada puede solicitar que se le retire del conocimiento del asunto.
- Responsabilidad de los órganos jurisdiccionales:

Para evitar que esa independencia se transforme en arbitrariedad, la CE establece que los jueces son responsables en su ámbito de actuación. Esta responsabilidad es la otra cara de la independencia, y ambos conceptos se implican recíprocamente. Esta responsabilidad se garantiza doblemente:
Desde un punto de vista objetivo o formal, mediante su declaración en el art. 117.1 CE.
Desde un punto de vista sustantivo o material, se atribuyen al Consejo General de Poder Judicial facultades disciplinarias con respecto a los jueces y magistrados que se encuentran en la Ley Orgánica del Poder Judicial.
La responsabilidad varía en función de la naturaleza de la infracción cometida, y puede ser penal, civil o disciplinaria.
- En cuanto a la acción, el art. 24.1 se refiere al derecho de tutela judicial efectiva que poseen los ciudadanos. Para que la Justicia pueda actuar, será necesario que los ciudadanos reclamen la intervención de los órganos jurisdiccionales en orden a proteger sus intereses legítimos.

La acción tiene su origen en la prohibición de la autotutela, como consecuencia de la asunción por el Estado del monopolio de la jurisdicción. El Estado, único titular de la jurisdicción, crea los órganos que deben llevar a cabo la función jurisdiccional, y al mismo tiempo otorga a los particulares un instrumento para poner en marcha dichos órganos en orden a la tutela de sus legítimos intereses. 
La acción es el derecho constitucional de acceso a la jurisdicción (Tutela Judicial Efectiva) regulado en el art. 24.1 de la Constitución Española. Hoy día, la acción aparece como derecho a la actividad jurisdiccional del Estado, siendo un derecho subjetivo, de carácter público y naturaleza fundamental.
En cuanto al proceso, el art. 24.2 se refiere al debido proceso que debe seguirse para poner en marcha el mecanismo jurisdiccional.
- La naturaleza de la norma procesal es de ius cogens o derecho imperativo que no pueden ser objeto de renuncia o transacción por las partes Sin embargo, en ocasiones se habla de normas procésales dispositivas en las que la norma contempla 2 efectos jurídicos diferentes, y las partes pueden elegir cualquiera de los dos.

- Deber de resolver

El art. 1, apdo. 7º del Código Civil, prohíbe el non liquet: “los jueces y tribunales tienen el deber inexcusable de resolver en todo caso los asuntos de que conozcan, ateniéndose al sistema de fuentes establecido”. Se pretende evitar que el tribunal no resuelva una cuestión porque se encuentre con una ausencia de Derecho aplicable: es inadmisible que un órgano jurisdiccional se abstenga de dictar una resolución por carencia de normas.

## Regulación por país

### España
Otras disposiciones legales que regulan la materia en España son: 
- Aviso: El 12 de diciembre de 2011, en España ha entrado en vigor la Ley de la Jurisdicción Social, aprobada por la Ley 36/2011, del 10 de octubre.

Esta normativa deroga la hasta ahora aplicable Ley de Procedimiento Laboral. Si queréis acceder a la, Nueva Ley de la Jurisdicción Social, pulsar aquí. Archivado el 10 de febrero de 2012 en Wayback Machine.. 
- Ley de Enjuiciamiento Civil (LEC),(Ley 1/2000)
- Ley de Enjuiciamiento Criminal ( LECr)
- Ley de Procedimiento Laboral (LPL)
- Ley Reguladora de la Jurisdicción Contencioso Administrativa (LJCA)
- Ley Orgánica del Poder Judicial (LOPJ)
- Ley de Demarcación y Planta Judicial (Ley 38/98).

### Chile
Según la doctrina nacional, el proceso judicial es, en palabras del profesor Cristián Maturana Miquel, “aquél método de solución de conflicto en el cual las partes acuden a un tercero, ya sea una persona individual o colegiada, quién se compromete o está obliga en razón de su oficio, luego de la tramitación de un proceso, a emitir una decisión para la solución del conflicto, cuyo cumplimiento deberán acatar las partes”. 
Este no debe ser confundido con el procedimiento, el cual se entiende como la sucesión de ritualidades externas para llevar a cabo el proceso.

### Perú
En el Perú se necesita de los presupuestos materiales y los presupuestos procesales para que la relación jurídica seá válida. Esto se regulará en la etapa de saneamiento el cual es el filtro para que el proceso quede a merced de las pruebas y las etapas siguientes. el dr. Héctor Lama More nos dice: ·En nuestro Código Procesal Civil, vigente desde JUL93, se admite la posibilidad de que si no se presentan en forma clara los presupuestos procesales y los presupuestos materiales o condiciones de la acción, no podría establecer una relación jurídica procesal válida, y si esta ausencia resulta manifiesta, la demanda resultaría improcedente. Se denota que la carencia de tales presupuestos llevaría a la improcedencia de esa relación jurídica procesal.